# Bager Island
Bager Island (englisch; bulgarisch остров Багер ostrow Bager, deutsch ‚Baggerinsel‘) ist eine felsige, in west-östlicher Ausrichtung 963 m lange und 373 m breite Insel in der Gruppe der Vedel-Inseln im Wilhelm-Archipel vor der Graham-Küste des Grahamlands auf der Antarktischen Halbinsel. Sie liegt 245 m südwestlich von Rak Island, 5,77 km westlich bis nördlich der Krogmanninsel, 463 m nördlich von Klamer Island und 3,78 km ostsüdöstlich von Flank Island (Myriad Islands).
Britische Wissenschaftler kartierten sie 2001. Die bulgarische Kommission für Antarktische Geographische Namen benannte sie 2020 deskriptiv, da ihre Form entfernt an einen Bagger erinnert.